# Cyathissa pallida
Cyathissa pallida là một loài bướm đêm trong họ Noctuidae.